# Pavel Zajíček
Pavel Zajíček (15. dubna 1951 Praha – 5. března 2024 Praha) byl český básník, textař a výtvarník. Byl jedním z nejvýznamnějších představitelů českého undergroundu.

### Literatura

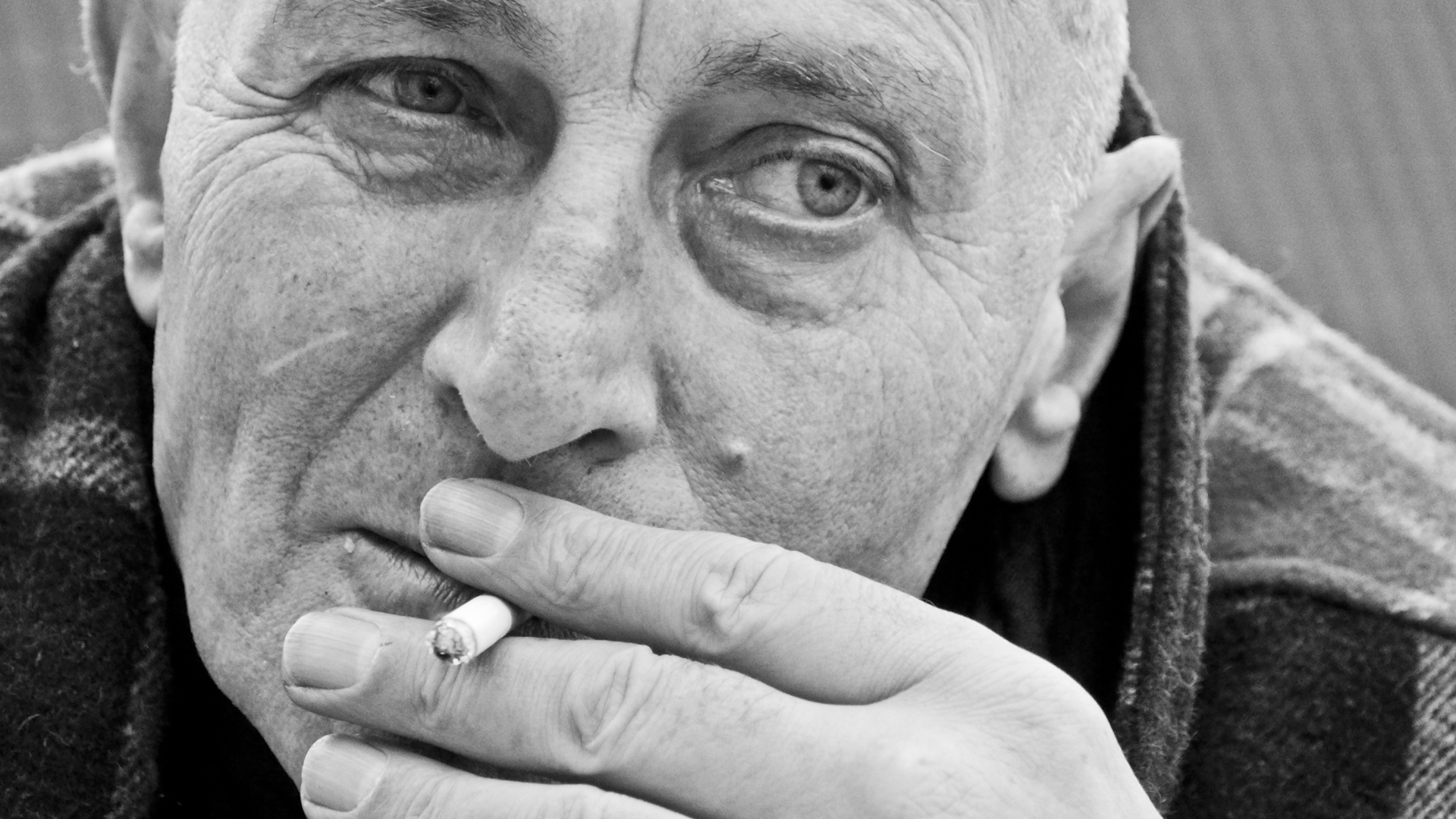
Pavel Zajíček v rozhovoru 2014

## Život
Po nedokončených studiích na Stavební fakultě ČVUT pracoval v různých dělnických profesích. V roce 1973 založil spolu s Mejlou Hlavsou undergroundovou hudební skupinu DG 307, která s několika přestávkami a mnoha personálními obměnami fungovala do roku 2016. V roce 1976 byl ve vykonstruovaném procesu odsouzen k trestu odnětí svobody za výtržnictví – rozsudek byl v roce 2003 zrušen Nejvyšším soudem. Roku 1980 vynuceně emigroval nejprve do Švédska, kde opustil svou rodinu a našel si švédskou přítelkyni. Partnerem jeho manželky se později stal Švéd. Zajíček začal studovat ve švédské Uppsale a Göteborgu švédštinu a angličtinu, ale v roce 1986 se přestěhoval do New Yorku. Tam experimentoval výtvarně i hudebně, našel si další ženu, oženil se a zplodil další dítě.  Po  roce 1989 žil střídavě v New Yorku a v Praze, od roku 1995 žil trvale v Praze. Jeho zdravotní stav se po prodělané mozkové mrtvici výrazně zhoršil. V roce 2017 už ho zastihla třetí mrtvice. V posledních dnech života se k této nemoci přidružil ještě zápal plic, kterému Pavel Zajíček v Thomayerově nemocnici podlehl 5. března 2024.

## Dílo
Pavel Zajíček byl zejména literátem, podílel se však také na hudební podobě DG 307 a byl tvůrčí i výtvarně. V malých rolích se objevil i v některých filmech. Nejznámější je patrně jeho role rozhlasového moderátora ve filmu Knoflíkáři (1997). Dále ztvárnil například roli Lurii v adaptaci knihy Jáchyma Topola Anděl Exit (2000).

## Literární tvorba

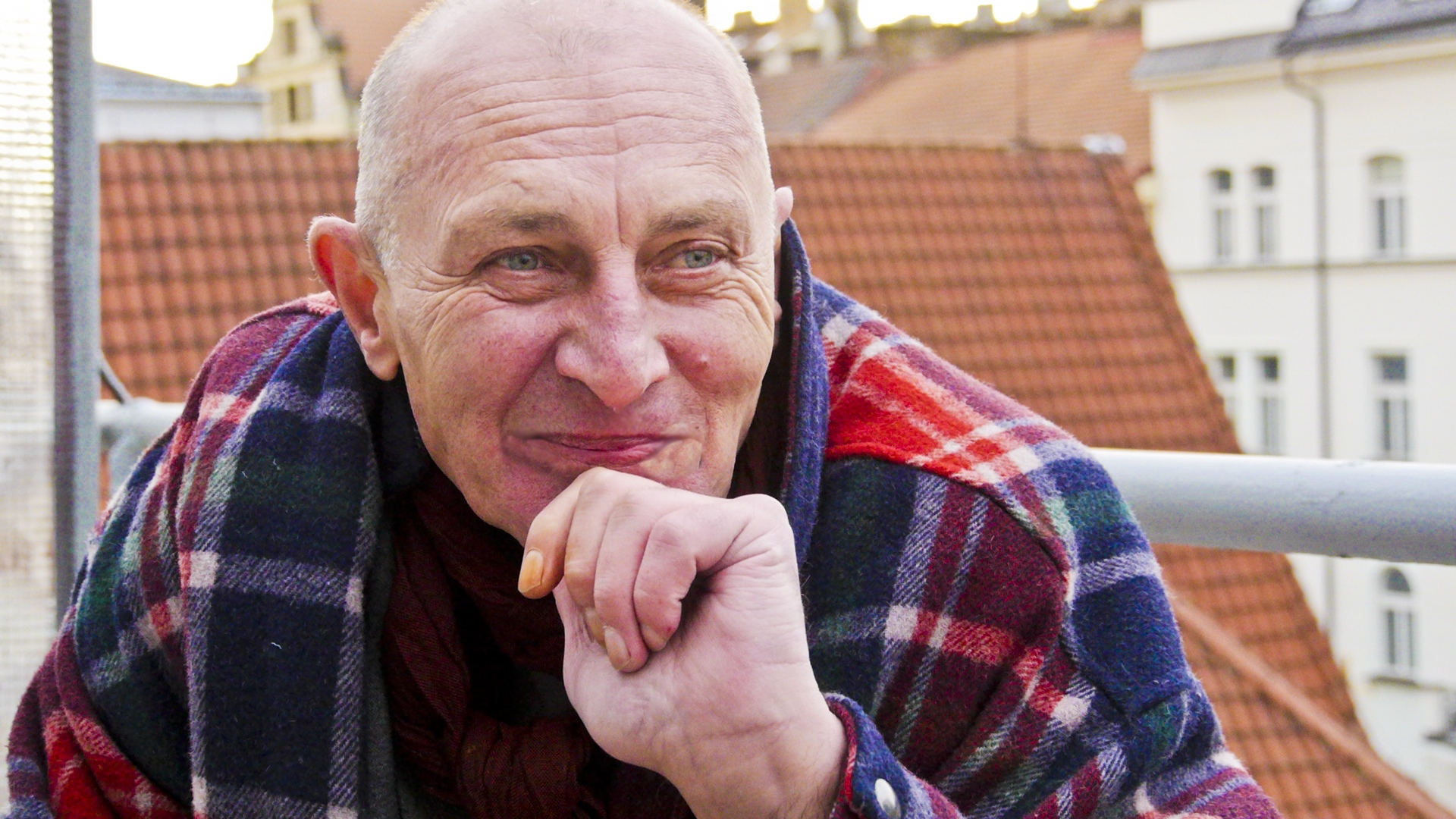
Pavel Zajíček zvesela

- DG 307 (1973–1975) (soubor textů pro koncertní vystoupení)
- Mařenická kniha (1977, samizdat)
- Dopisy (Tok okamžiků) (1977, samizdat)
- Vyslov sám sebe i svůj svět (1977, samizdat)
- Dar stínum (1979) (soubor textů pro koncertní vystoupení)
- Pták utrženej ze řetězu zdivočel a uletěl… ozvěny jeho falešnejch zpěvů (Kundy rty ústa tváře masky) (1979, soubor textů pro koncertní vystoupení)
- Torzo (1980) (soubor textů pro koncertní vystoupení)
- Úlomky skal (1979, samizdat)
- Šedej sen (1980, samizdat)
- Listy k čemukoliv (1980, samizdat)
- Roztrhanej film (1980, samizdat)
- Kniha moří (1980, rukopis)
- DG307 Texty z let 1973-79 (1990, Vokno)
- Kniha měst (1993, Vokno)
- Čas je výkřik uprostřed noci (2000, Maťa)
- Zvuky sirén a zvonů (NÉNIE) (2001, Vetus Via)
- Zápisky z podzemí (1973-1980) (2002, Torst; obsahuje: Mařenická kniha, Dopisy (Tok okamžiků), Vyslov sám sebe i svůj svět, Úlomky skal, Roztrhanej film, Šedej sen, Listy k čemukoliv)
- Jakoby… Svět v zrnku písku… (2003, Torst)
- Time is a mid-night scream (Twisted Spoon, 2005)
- Cesta vlakem z P. do B. Pollockovy fleky odposlouchaná slova (2007, Vetus Via)
- Roztrhanej film (2008, Pulchra)
- Kniha psaná chaosem (2009, Pulchra)
- Pohádka se špatným koncem (2010, Vetus Via)
- Všechno je úplně jinak… (2010, Pulchra)
- Kniha moří (2011, Pulchra)
- Chvění (2012, Maťa)
- Kniha měst (2023, Ears&Wind Records)
- Radost je lehkost, vánek, studená voda, rozhovory (2023, Pulchra)

## Hudební tvorba
- Gift to the shadows (fragment) (1982 Boží mlýn, Canada, LP)
- DG 307 (1973-5) (1990, Globus, CD)
- Dar stínum (jaro 1979) (1992, Globus, CD)
- Pták utrženej ze řetězu (podzim 1979) (1992, Globus, CD)
- Torzo (léto 1980) (1992, Globus, CD)
- Uměle ochuceno (Artificially flavored) (1992, Újezd MC, CD, LP; reedice 2001, Guerilla Records, CD)
- Koncert: Tvář jako Botticelliho Anděl (1995, vlastní náklad, pouze MC)
- Kniha psaná chaosem (1996, Globus CD)
- Siluety (1998, vlastní náklad CD; reedice 2001, Guerilla Records, CD)
- Koncert (1999, Indies CD, MC)
- Pavel Zajíček: Zvuky sirén a zvonů (NÉNIE) (Autorské čtení / Evangelický kostel U Salvátora z 5. 6.2001, Praha) (2001, CD)
- Šepoty a výkřiky (2002, Guerilla Records, CD)
- Historie hysterie (Archiv dochovaných nahrávek 1973-75) 2CD:
  - CD 1 – (71:10 minut) 7. října 1973, Klukovice, 2. června 1974, ateliér Kadlec, Praha-Žižkov,1. září 1974, Postupice, '31. ledna 1975, Mokropsy
  - CD 2 – (44:56 minut) listopad 1975, hrad Houska + obrazová stopa: Postupice (5:51 minut), Kostelec u Křížku (9:51 minut), (2004, Guerilla Records)
- Nosferatu (Symfonie hrůzy na motívy filmu F. W. Murnau) (2004, Guerilla records CD)
- DG 307 – LIVE (17.4.2005) (2005, Guerilla records CD)
- Pavel Zajíček: Kakofonie cesty (2007, Guerilla records, CD)
- Květy podzimu – barvy jara /live at La Fabrika (2008, La Fabrika, CD)
- Magický město vyhořelo! (koncert v klubu Jilská 15/10/1994) (2008, Guerilla Records, CD)
- Veřejná zkouška 07032009/Public rehearsal Praha – New York (2009, Ears&Wind Records, CD-R v plechovce)
- Prolínání (P. Z. + Načeva, Live fragment, DG 307, 21. 4. 2010, Retro Music Hall, Praha) (2010, dinn (dinn is not noise), LP)
- V katedrálách ticha (koncert z roku 1994) (2011, Guerilla Records, CD)
- Pavel Zajíček: Podobenství (2011, Guerilla Records, CD)
- Životy? Nebo bludné kruhy? (2013, Guerilla Records, CD)
- Svědek spálenýho času (Witness to burnt time) (1979-80) 5CD:
  - CD 1 – Dar stínum (Gift to the shadows) – studio (15 skladeb, čas 79:28)
  - CD 2 – Dar stínum (Gift to the shadows) – live (16 skladeb, čas 79:54)
  - CD 3 – Pták utrženej ze řetězu (The bird that broke free from its chain) – studio (17 skladeb, čas 79:01)
  - CD 4 – Pták utrženej ze řetězu (The bird that broke free from its chain) – live (21 skladeb, čas 78:31)
  - CD 5 – Torzo (Torso) (16 skladeb, čas 43:35, 3 bonusy)
  - Kniha – Svědek spálenýho času (Witness to burnt time) (104 stran, 40 fotografií – text P. Ferenc, foto A. Libánský, J. Hric, J. Kukal, O. Němec, P. Prokeš, 2013, Guerilla Records)
- Svobodná místa (2019, koncert z roku 2011, Guerilla Records, CD)